# Unidad eléctrica Toshiba (Roca)
La unidad eléctrica múltiple Toshiba es un modelo de unidad eléctrica múltiple utilizado en los servicios urbanos de la Línea General Roca en el sur del Gran Buenos Aires, Argentina.
Operan en grupos de dos equipos: dos motores cabina (denominados M, motriz), un remolque (denominado R, remolque) y un "remolque prima" (R', también denominado remolque libre), un coche con el que no le contaban originalmente y se les fue añadido posteriormente para suplir el incremento en la demanda tras la electrificación del Ferrocarril Roca. En total, las formaciones poseen siete coches, pero la circulación en los mismos se ve interrumpida por dos cabinas intermedias.
Su construcción comenzó en Japón en 1982 por un consorcio de empresas liderado por Nippon Sharyo, y participado por Kinki, Tokyu Car, Kawasaki, Hitachi, y Toshiba, que estuvo a cargo del equipamiento motriz, razón por la cual se denomina a los trenes con ese nombre. Los primeros 102 coches fueron fabricados en el país asiático, y luego, en 1985, Fabricaciones Militares produjo 54 coches en su planta de San Martín. Posteriormente, Materfer construyó 28 coches "remolque prima" para ampliar la capacidad original de las formaciones.
Estos trenes son similares a los utilizados en Japón en la época en que fueron fabricados, particularmente la Serie 9000 de los ferrocarriles Odakyu, fabricados también por Tokyu Car y Kawasaki.
Fueron los primeros trenes de Argentina en funcionar con corriente alterna y sistema ATS de señalamiento. Reemplazaron a formaciones push-pull diésel Materfer.
Desde 2016, algunas formaciones han sido reemplazadas por trenes nuevos fabricados por CSR. Sin embargo, unas 10 formaciones Toshiba continúan funcionando a diario hasta el día de hoy.

## Historia

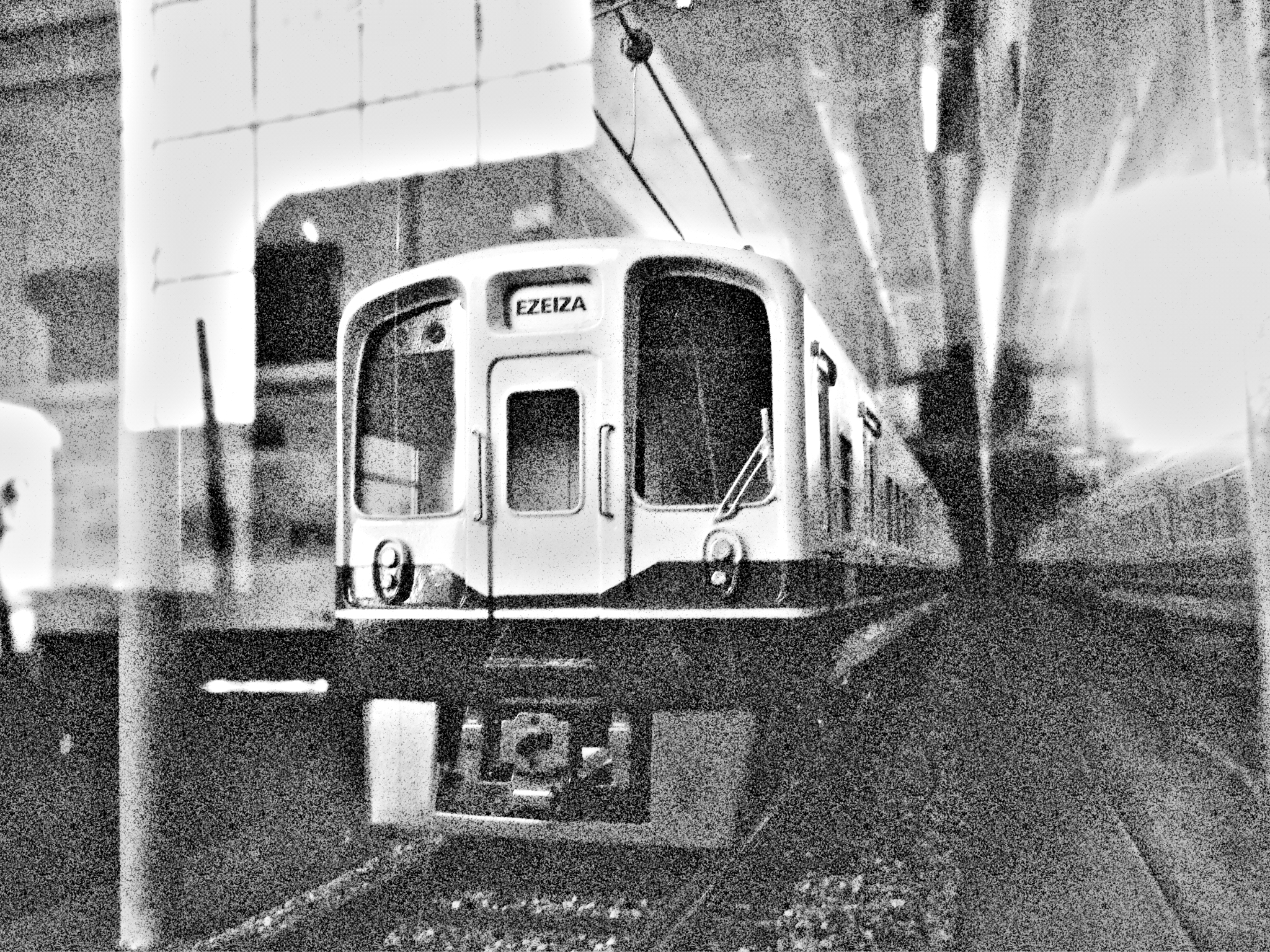
Maqueta de una formación Toshiba de la línea Roca.

En 1973, el gobierno argentino encomendó a un consorcio de empresas japonés-argentino un estudio sobre la electrificación de los tramos urbanos del Ferrocarril General Roca. En febrero de 1979 se le otorgó un contrato a Marubeni, Toshiba y Hitachi para ejecutar el proyecto (Contrato FA 1397), quienes le ganaron la competencia por el proyecto a empresas británicas.

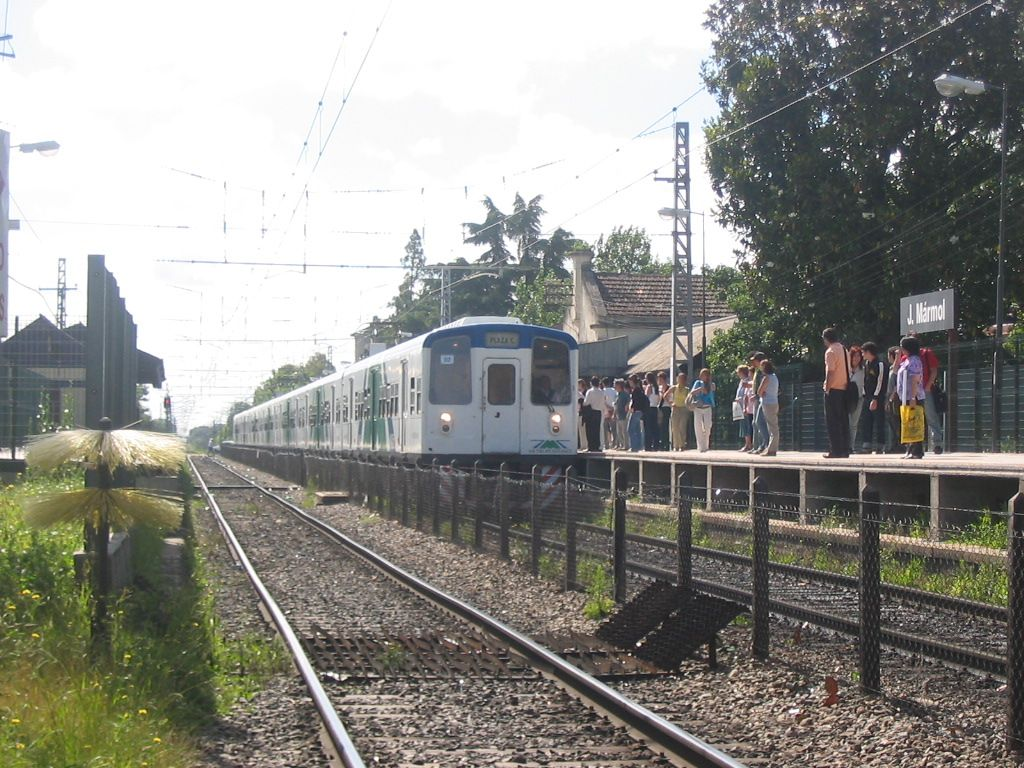
Formación Toshiba detenida en José Mármol, durante la concesión de Metropolitano.

La compra de estos trenes trajo consigo la firma de un acuerdo de transferencia tecnológica entre Ferrocarriles Argentinos y la Agencia Japonesa de Cooperación Internacional, lo que llevó a la creación del Centro Nacional de Capacitación Ferroviaria.
Los primeros coches llegaron a Argentina el 25 de julio de 1983 en el buque "Amanda Smiths" y fueron enviados a los talleres principales del Ferrocarril Roca en Remedios de Escalada, ya que los talleres construidos especialmente para estas formaciones en Llavallol aún no estaban concluídos.
El 6 de noviembre de 1985, un tren Toshiba realizó el viaje inaugural de los servicios eléctricos de la Línea Roca, en el cual viajó el entonces presidente Raúl Alfonsín, entre las estaciones Constitución y Avellaneda.
A partir de 2002, sufrieron una serie de reformas que disminuyeron su confort, por parte del entonces concesionario Metropolitano (conducido por Sergio Taselli). La compañía acusaba vandalismo, por lo que decidió convertir los trenes en "antivandálicos": los asientos originales de cuerina, acolchados y rebatibles, fueron cambiados por superficies metálicas sin ningún tipo de acolchado y enfrentadas; las persianas de metal fueron eliminadas (excepto la correspondiente a las cabinas de conducción), y los marcos metálicos de las ventanillas fueron reemplazados por marcos plásticos.
Los asientos metálicos fueron posteriormente modificados por asientos plásticos, también sin acolchado y que permanecen fijos en una dirección. Tanto el concesionario Metropolitano como su reemplazante UGOFE, enviaron las formaciones Toshiba a EMEPA, Benito Roggio Ferroindustrial y Materfer para realizarle estas reformas, en lugar de utilizar los talleres propios de Llavallol y Remedios de Escalada.

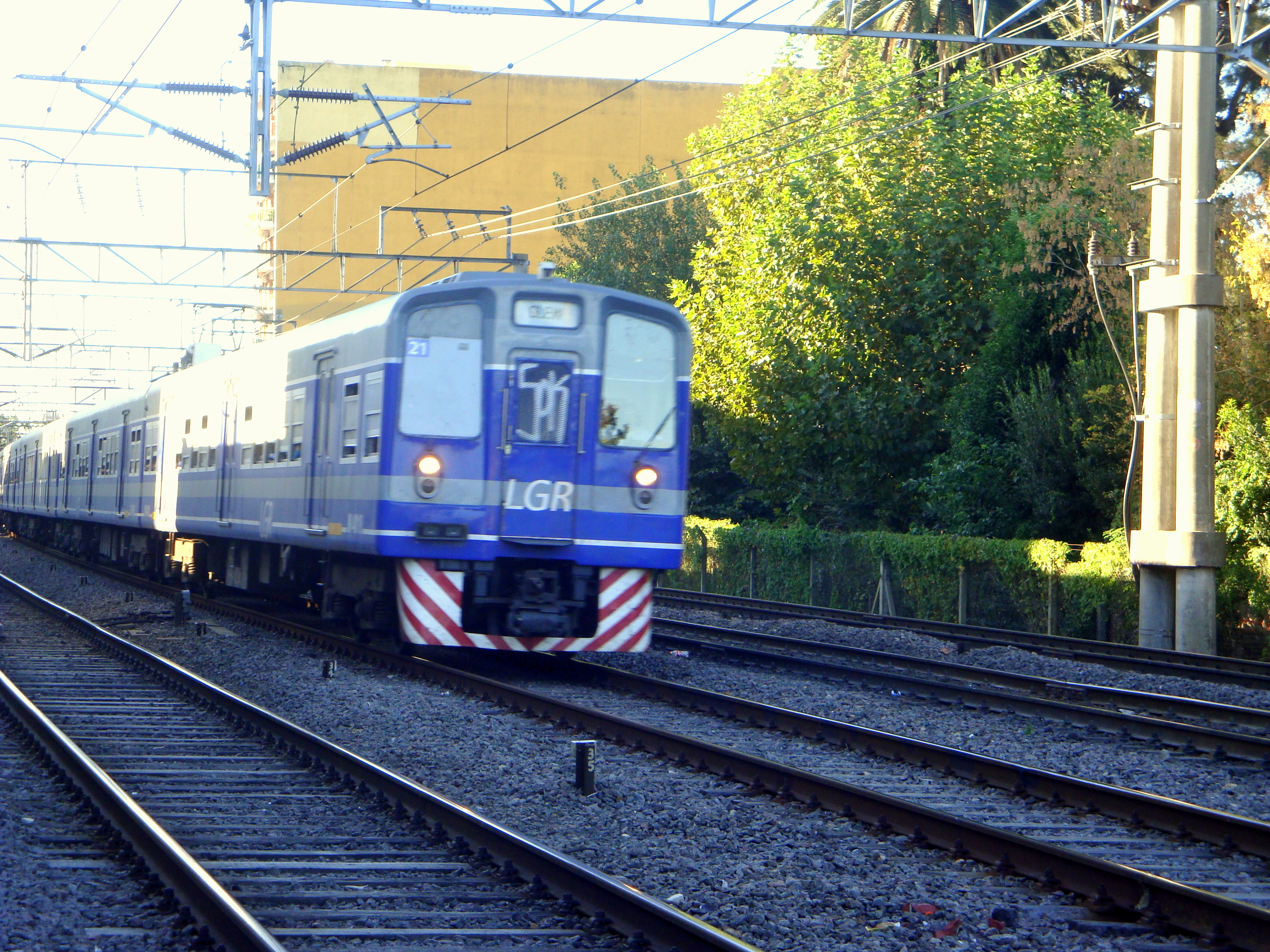
Formación saliendo de la estación Lomas de Zamora, con destino a Glew (2010).
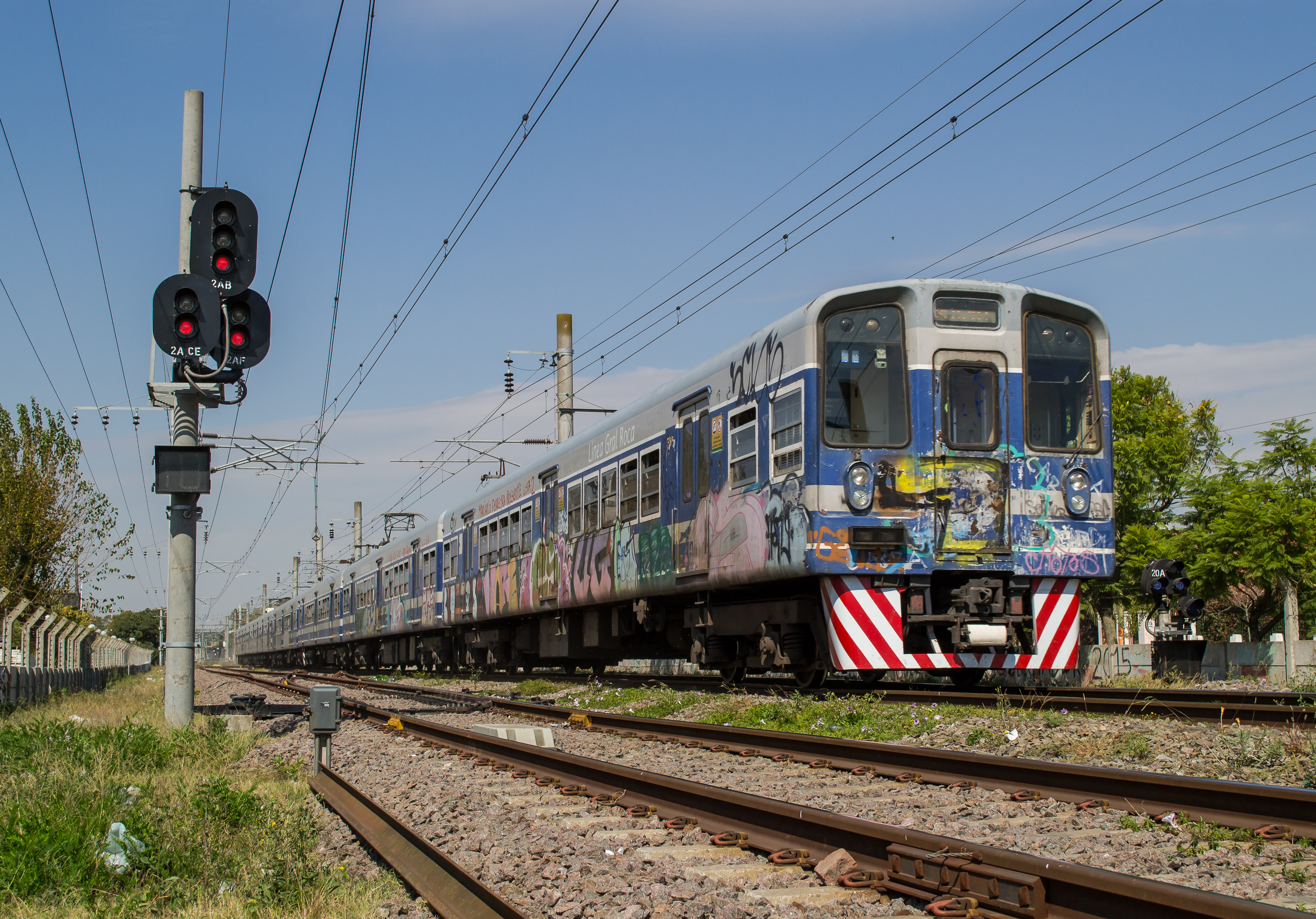
Formación en Alejandro Korn. Nótese el estado de la misma, descuidada y pintada con graffitis (2015).
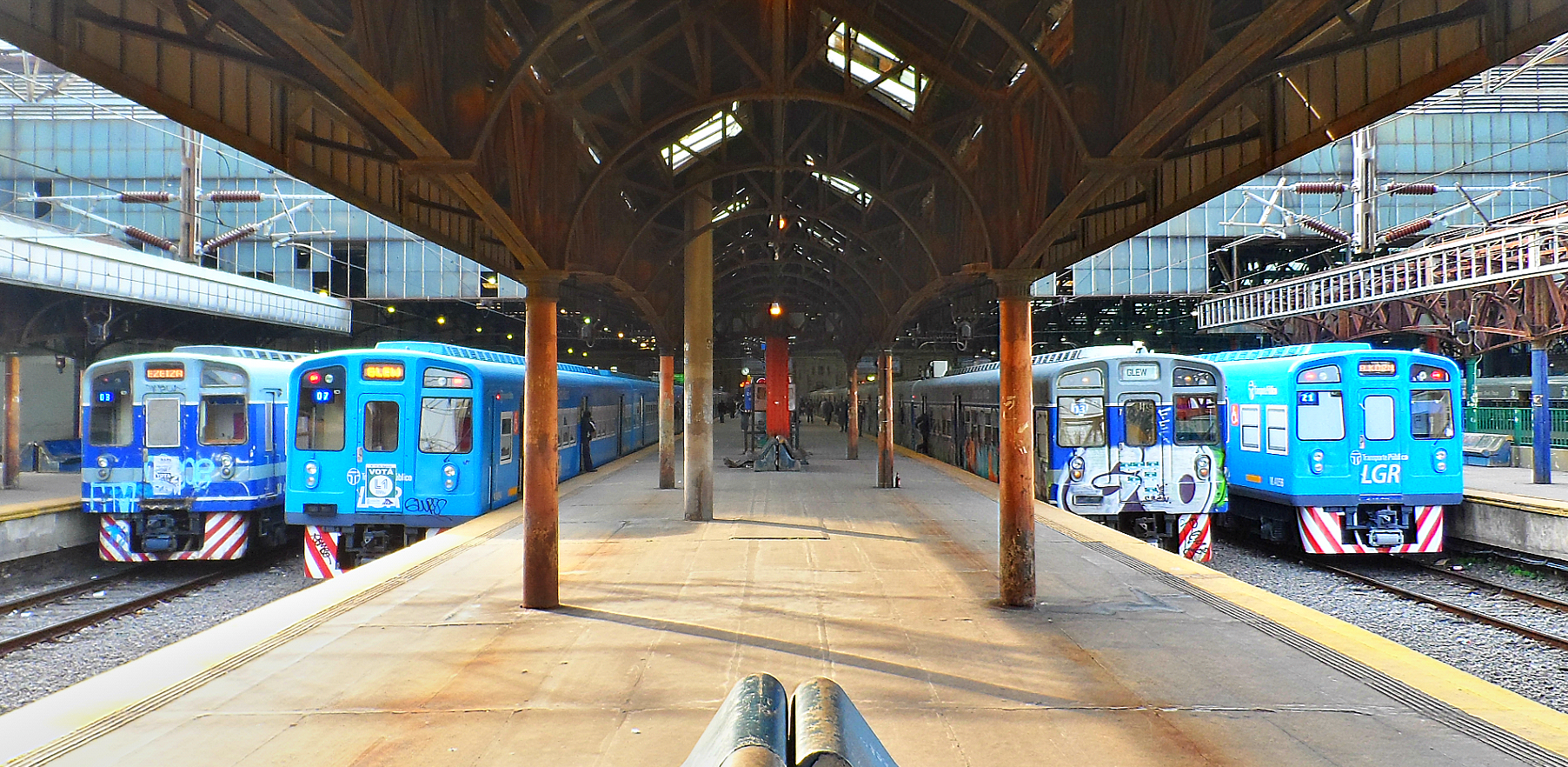
Cuatro trenes Toshiba detenidos en Constitución. A la izquierda, formaciones con el viejo esquema de UGOFE. A la derecha, trenes con el nuevo esquema de SOFSE (2017).
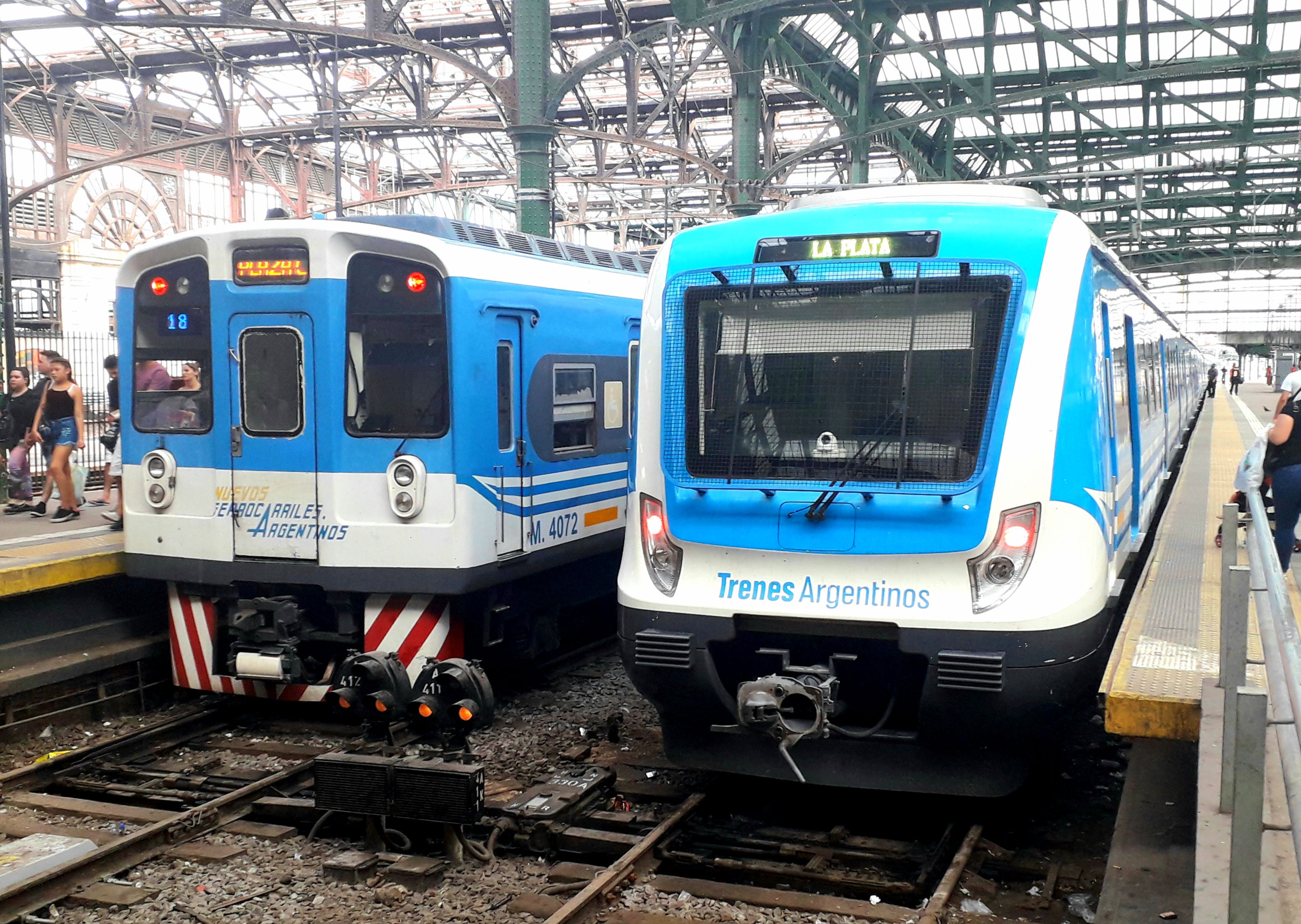
Un tren Toshiba al lado de una nueva formación CSR en Constitución (2020).

## Características técnicas

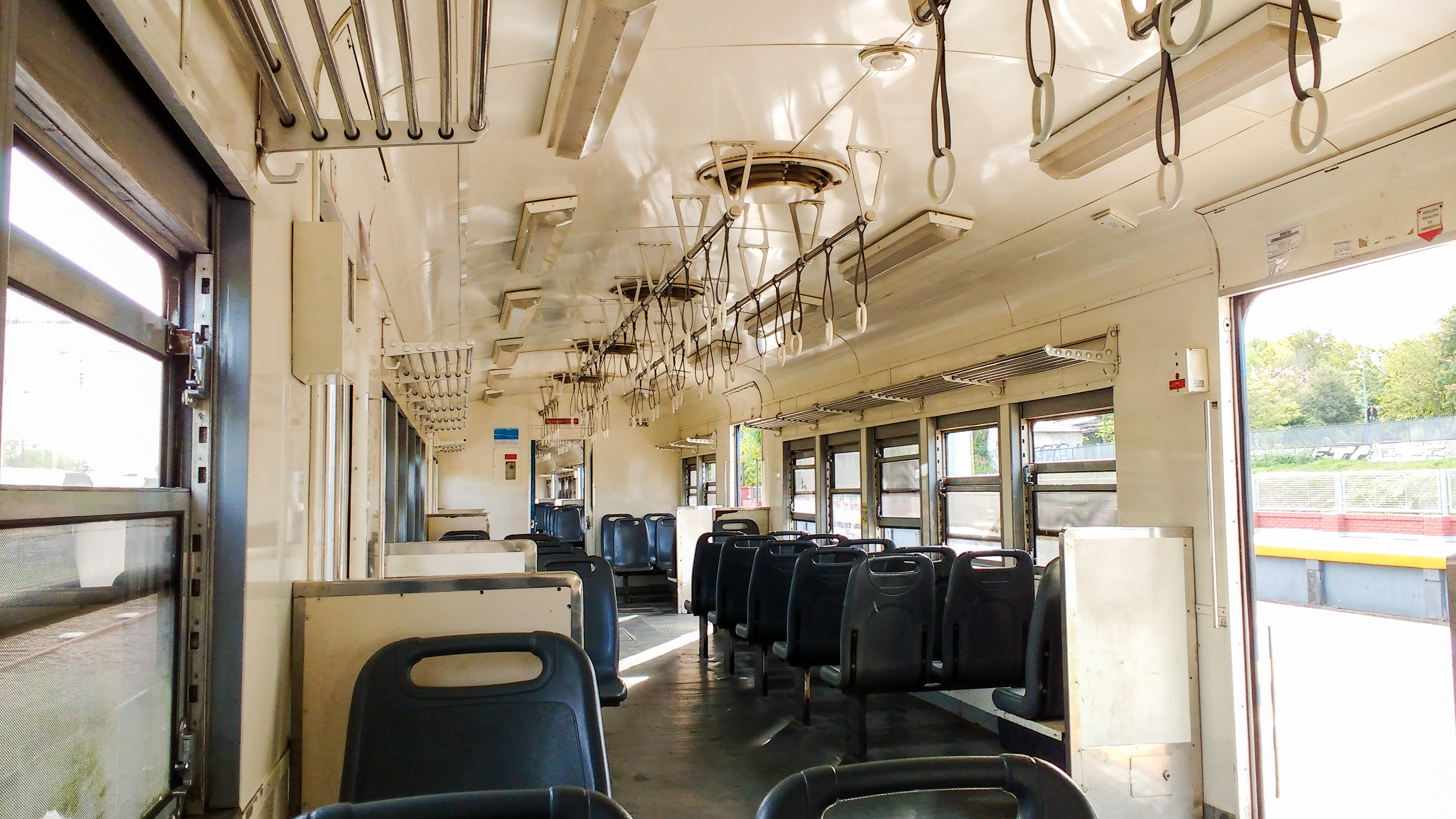
Interior de un tren eléctrico Toshiba.

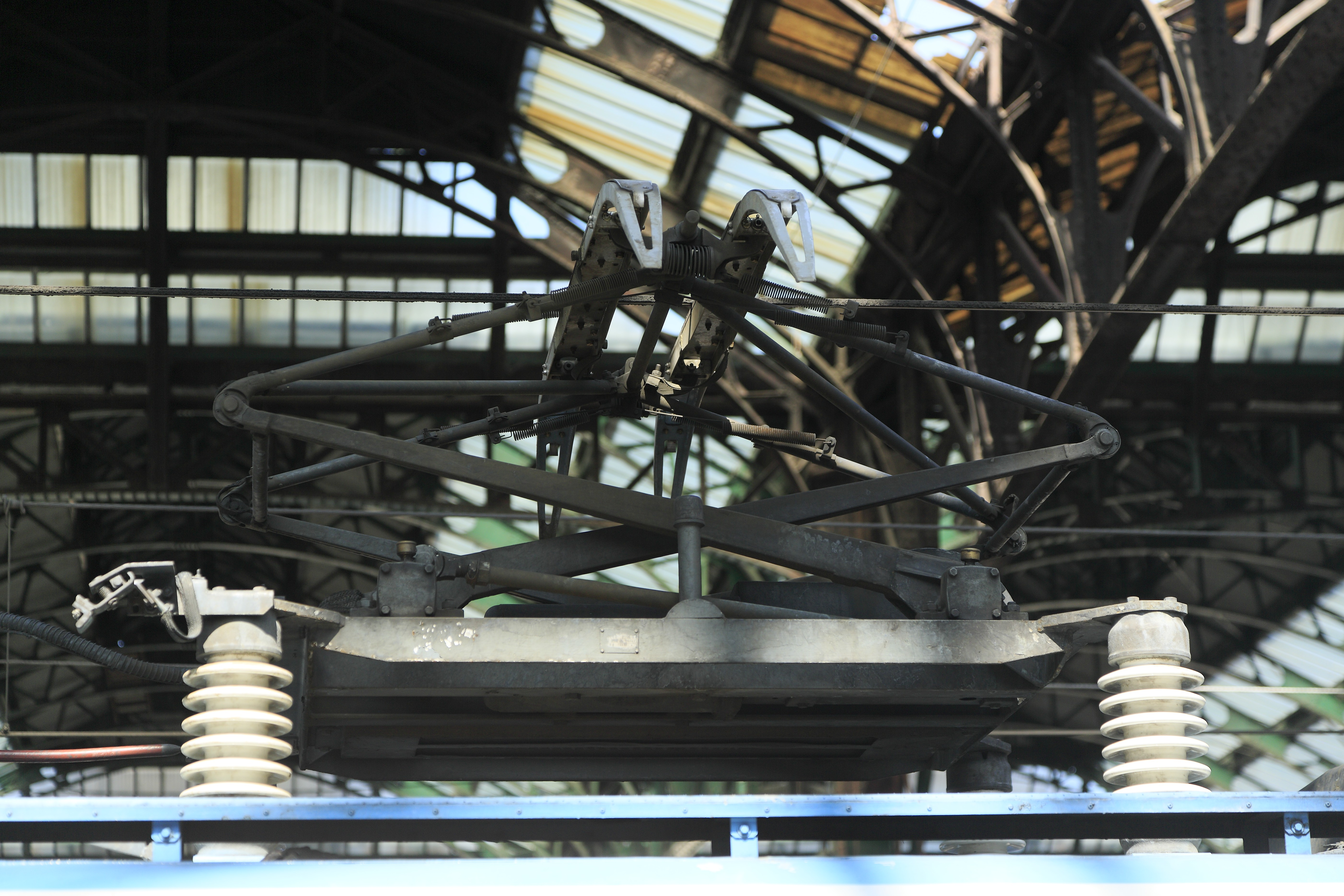
Pantógrafo.

Los trenes poseen una velocidad máxima de 120 km/h, y cuentan con un sistema limitador que corta la tracción en caso de que la velocidad supere los 126 km/h. Toman la energía de una catenaria a 25 kV 50 Hz de corriente alterna, mediante el uso de un pantógrafo.
Tienen 25 metros de largo. Los coches cabina pesan 52 toneladas, y el resto de coches, 51. Los coches motrices están equipados con ocho motores Toshiba SE629 de 600V, cada uno de ellos de 300 caballos de fuerza.
Cuentan con frenos de aire asistidos por un freno reostático, que opera entre los 90 y 20 kilómetros por hora.
Poseen el sistema de señalamiento ATS, que detiene el tren en caso de superar la velocidad máxima de la línea, o bien si traspasa una señal en rojo. Este sistema fue fabricado en Japón por Nippon Signal.

## Accidentes e incidentes
En 1998, un incendio intencional afectó a un coche Toshiba en la Estación Constitución.
El 15 de mayo de 2007, una formación fue incendiada en la Estación Constitución, cabecera de la Línea Roca, tras incidentes luego de reiteradas demoras, y un servicio que se prestaba de manera muy deficiente hacía meses por parte de Metropolitano. Esto causó que el Estado argentino decidiese rescindir el contrato con el operador privado una semana después de los incidentes.
En octubre de 2007, un tren Toshiba descarriló entre las estaciones de Adrogué y Burzaco, derribando varios postes de hormigón de la catenaria ferroviaria.